# Karuṇā
Karuṇā (en Sánscrito y Pāli) es traducido generalmente como compasión. Es parte del camino espiritual del Budismo y del Jainismo.

## Budismo
Karuṇā es importante en todas las escuelas del Budismo. Para los budistas Theravāda, meditar en karuṇā es un medio para obtener una vida feliz y un renacimiento en un paraíso. Para los budistas Mahāyāna, karuṇā es un requisito para hacerse Bodhisattva.

## Jainismo
El karunā está asociado con la práctica jainista de la compasión.  Karunā es una de las cuatro reflexiones para la amistad universal — junto con maitri (sánscrito: amor empático, amor), apreciación (pramoda) y equanimidad (madhyastha)—usados para detener el flujo del karma.

## Además
Karunā es un nombre común en la India, usado tanto por varones como por mujeres.